# Coupe Canada 1991
Navigation
1987 Coupe du monde 1996
La Coupe Canada 1991 est la cinquième et dernière édition de la Coupe Canada de hockey sur glace qui a eu lieu du 31 août au 16 septembre 1991. La finale est disputée à Montréal et Hamilton et est remportée par le Canada, qui bat les États-Unis 2 matches à 0. Le tournoi cède ensuite sa place à la Coupe du monde de hockey dont la première édition se déroule en 1996.

## Effectifs

### Canada
Attaquants et défenseurs: Paul Coffey, Shayne Corson, Russ Courtnall, Éric Desjardins, Theoren Fleury, Dirk Graham, Wayne Gretzky, Dale Hawerchuk, Steve Larmer, Eric Lindros, Al MacInnis, Mark Messier, Larry Murphy, Luc Robitaille, Brendan Shanahan, Steve Smith, Scott Stevens, Brent Sutter, Mark Tinordi, Rick Tocchet
Gardiens: Ed Belfour, Sean Burke, Bill Ranford
Entraîneurs: Mike Keenan, Pat Burns, Brian Sutter, Tom Webster, Tom Watt

### États-Unis
Attaquants et défenseurs : Doug Brown, Chris Chelios, Dave Christian, Tony Granato, Kevin Hatcher, Brett Hull, Craig Janney, Jim Johnson, Pat Lafontaine, Brian Leetch, Kevin Miller, Mike Modano, Joe Mullen, Ed Olczyk, Joel Otto, Jeremy Roenick, Gary Suter, Eric Weinrich, Craig Wolanin, Randy Wood
Gardiens : Pat Jablonski, Mike Richter, John Vanbiesbrouck
Entraîneurs : Bob Johnson, Tim Taylor, Mike Eaves, Jay Leach, Joe Bertagna.

### Finlande
Attaquants et défenseurs: Kari Eloranta, Pasi Huura, Hannu Järvenpää, Iiro Järvi, Timo Jutila, Jarmo Kekalainen, Jari Kurri, Janne Laukkanen, Jyrki Lumme, Teppo Numminen, Janne Ojanen, Timo Peltomaa, Arto Ruotanen, Christian Ruuttu, Teemu Selänne, Ville Sirén, Petri Skriko, Raimo Summanen, Esa Tikkanen, Pekka Tirkkonen
Gardiens: Markus Ketterer, Jukka Tammi
Entraîneurs: Pentti Matikainen, Sakari Pietila

### Suède
Attaquants et défenseurs: Tommy Albelin, Mikael Andersson, Niklas Andersson, Peter Andersson, Charles Berglund, Jonas Bergqvist, Ulf Dahlén, Lars Edström, Tomas Forslund, Johan Garpenlöv, Calle Johansson, Nicklas Lidström, Mats Näslund, Thomas Rundqvist, Börje Salming, Kjell Samuelsson, Ulf Samuelsson, Tomas Sandström, Thomas Steen, Mats Sundin
Gardiens: Fredrik Andersson, Rolf Ridderwall, Tommy Söderström
Entraîneurs: Conny Evensson, Curt Lundmark

### Tchécoslovaquie
Attaquants et défenseurs: Jergus Baca, Josef Beranek, Zdeno Cíger, Leo Gudas, Petr Hrbek, Jaromír Jágr, Tomas Jelinek, Kamil Kastak, Lubomir Kolnik, Robert Kron, František Kučera, František Musil, Žigmund Pálffy, Michal Pivoňka, Kamil Prachar, Robert Reichel, Martin Ručinský, Jiri Slegr, Richard Smehlik, Richard Zemlicka
Gardiens: Dominik Hašek, Milan Hnilicka, Oldrich Svoboda
Entraîneurs: Ivan Hlinka, Jaroslav Walter

### URSS
Attaquants et défenseurs: Viatcheslav Boutsaïev, Sergueï Fiodorov, Dmitri Filimonov, Aleksandr Galtcheniouk, Viktor Gordiouk, Alekseï Goussarov, Alekseï Kassatonov, Ravil Khaïdarov, Igor Koroliov, Andreï Kovalenko, Viatcheslav Kozlov, Igor Kravtchouk, Andreï Lomakine, Vladimir Malakhov, Dmitri Mironov, Vitali Prokhorov, Aleksandr Semak, Mikhaïl Tatarinov, Alexeï Jamnov, Alexeï Jitnik
Gardiens: Alekseï Marjine, Mikhaïl Chtalenkov, Andreï Trefilov
Entraîneurs: Viktor Tikhonov, Igor Dmitriev, Vladimir Iourzinov

## Ronde Préliminaire
| Clt   | Équipe           | PJ | V | D | N | BP | BC | Pts |
| ----- | ---------------- | -- | - | - | - | -- | -- | --- |
| +001, | Canada           | 5  | 3 | 0 | 2 | 21 | 11 | 8   |
| +002, | États-Unis       | 5  | 4 | 1 | 0 | 19 | 15 | 8   |
| +003, | Finlande         | 5  | 2 | 2 | 1 | 10 | 13 | 5   |
| +004, | Suède            | 5  | 2 | 3 | 0 | 13 | 17 | 4   |
| +005, | Union soviétique | 5  | 1 | 3 | 1 | 14 | 14 | 3   |
| +006, | Tchécoslovaquie  | 5  | 1 | 4 | 0 | 11 | 18 | 2   |

- Qualifié pour les demi-finales

## Résultats

### Tournoi à la ronde
| 31 août | Tchécoslovaquie | 5-2 (3-0, 1-0, 1-2) | Union soviétique | Saskatoon 5 769 spectateurs |

| Feuille de match | Feuille de match | Feuille de match | Feuille de match                                                  | Feuille de match |
| ---------------- | --- | ---------------- | ----------------------------------------------------------------- | ---------------- |
|                  | Kolnik (Baca ) — 6 min 26 s Zemlicka (Pivonka, Jelinek) — 8 min 19 s Jelinek (Kastak , Reichel) — 18 min 14 s Palffy (Rucinsky) — 22 min 47 s Zemlicka (Jelinek , Pivonka) — 41 min 53 s |                  | Zhamnov (Gaichenyuk) — 49 min 56 s Fedorov (Kozlov) — 59 min 38 s |                  |
|                  | |                  |                                                                   |                  |
|                  | |                  |                                                                   |                  |
| 24               | Tirs | 39               |                                                                   |                  |

| 31 août | États-Unis | 6-5 (3-0, 2-0, 1-3) | Suède | Pittsburgh 13 676 spectateurs |

| Feuille de match | Feuille de match | Feuille de match | Feuille de match | Feuille de match |
| ---------------- | --- | ---------------- | --- | ---------------- |
|                  | Roenick (Suter , Chelios) — 8 min 33 s Roenick (Modano , Granato) — 10 min 41 s Granato (Modano ) — 13 min 8 s Hull (Janney ) — 25 min 14 s Chelios (Janney , Suter) — 33 min 47 s Janney (J. Mullen, Hatcher) — 57 min 17 s |                  | Naslund (Sandstrom , Johansson) — 44 min 41 s K. Samuelsson (Garpenlov , Ridderwall) — 54 min 51 s Berglund (Bergqvist ) — 55 min 7 s |                  |
|                  | |                  | |                  |
|                  | |                  | |                  |
| 30               | Tirs | 30               | |                  |

| 31 août | Canada | 2-2 (1-0, 1-1, 0-1) | Finlande | Toronto 14 375 spectateurs |

| Feuille de match | Feuille de match                                                                      | Feuille de match | Feuille de match                                                              | Feuille de match |
| ---------------- | ------------------------------------------------------------------------------------- | ---------------- | ----------------------------------------------------------------------------- | ---------------- |
|                  | Robitaille (Courtnall, Messier) — 14 min 8 s Shanahan (Lindros, Coffey) — 37 min 40 s |                  | Ojanen (Jarvenpaa, Siren) — 22 min 45 s Ojanen (Lumme, Selanne) — 51 min 48 s |                  |
|                  |                                                                                       |                  |                                                                               |                  |
|                  |                                                                                       |                  |                                                                               |                  |
| 44               | Tirs                                                                                  | 30               |                                                                               |                  |

| 2 septembre | Canada | 6-3 (3-0, 2-2, 1-1) | États-Unis | Hamilton |

| 2 septembre | Suède | 3-2 (1-0, 1-0, 1-2) | Union soviétique | Montréal |

| 2 septembre | Finlande | 1-0 (0-0, 0-0, 1-0) | Tchécoslovaquie | Saskatoon |

| 5 septembre | Canada | 4-1 (3-0, 0-0, 1-1) | Suède | Toronto |

| 5 septembre | États-Unis | 4-2 (2-1, 1-0, 1-1) | Tchécoslovaquie | Détroit |

| 5 septembre | Union soviétique | 6-1 (3-0, 2-1, 1-0) | Finlande | Hamilton |

| 7 septembre | Canada | 6-2 (4-1, 1-1, 1-0) | Tchécoslovaquie | Montréal |

| 7 septembre | États-Unis | 2-1 (1-0, 1-0, 0-1) | Union soviétique | Chicago |

| 7 septembre | Finlande | 3-1 (2-0, 1-0, 0-1) | Suède | Toronto |

| 9 septembre | Canada | 3-3 (3-1, 0-1, 2-1) | Union soviétique | Québec |

| 9 septembre | États-Unis | 4-3 (3-1, 0-1, 1-1) | Finlande | Chicago |

| 9 septembre | Suède | 5-2 (1-0, 2-2, 2-0) | Tchécoslovaquie | Toronto |

### Demi-finales
| 11 septembre | États-Unis | 7-3 (2-0, 1-1, 4-2) | Finlande | Hamilton |

| Feuille de match | Feuille de match | Feuille de match | Feuille de match | Feuille de match |
| ---------------- | ---------------- | ---------------- | ---------------- | ---------------- |
|                  |                  |                  |                  |                  |
|                  |                  |                  |                  |                  |
|                  |                  |                  |                  |                  |
|                  |                  |                  |                  |                  |

| 12 septembre | Canada | 4-0 (0-0, 2-0, 2-0) | Suède | Toronto |

| Feuille de match | Feuille de match | Feuille de match | Feuille de match | Feuille de match |
| ---------------- | ---------------- | ---------------- | ---------------- | ---------------- |
|                  |                  |                  |                  |                  |
|                  |                  |                  |                  |                  |
|                  |                  |                  |                  |                  |
|                  |                  |                  |                  |                  |

### Finale
La finale se déroule au meilleur des 3 matchs
| 14 septembre | Canada | 4-1 (1-0, 1-1, 2-0) | États-Unis | Forum, Montréal |

| Feuille de match | Feuille de match | Feuille de match | Feuille de match | Feuille de match |
| ---------------- | ---------------- | ---------------- | ---------------- | ---------------- |
|                  |                  |                  |                  |                  |
|                  |                  |                  |                  |                  |
|                  |                  |                  |                  |                  |
|                  |                  |                  |                  |                  |

| 16 septembre | Canada | 4-2 (2-0, 0-2, 2-0) | États-Unis | Copps Coliseum, Hamilton |

| Feuille de match | Feuille de match | Feuille de match | Feuille de match | Feuille de match |
| ---------------- | ---------------- | ---------------- | ---------------- | ---------------- |
|                  |                  |                  |                  |                  |
|                  |                  |                  |                  |                  |
|                  |                  |                  |                  |                  |
|                  |                  |                  |                  |                  |

## Statistiques
| Rang | Joueur         | Équipe     | PJ | B | A | Pts | Pun |
| ---- | -------------- | ---------- | -- | - | - | --- | --- |
| 1    | Wayne Gretzky  | Canada     | 7  | 4 | 8 | 12  | 2   |
| 2    | Steve Larmer   | Canada     | 8  | 6 | 5 | 11  | 4   |
| 3    | Brett Hull     | États-Unis | 8  | 2 | 7 | 9   | 0   |
| 4    | Mike Modano    | États-Unis | 8  | 2 | 7 | 9   | 2   |
| 5    | Mark Messier   | Canada     | 8  | 2 | 6 | 8   | 10  |
| 6    | Paul Coffey    | Canada     | 8  | 1 | 6 | 7   | 8   |
| 7    | Craig Janney   | États-Unis | 8  | 4 | 2 | 6   | 4   |
| 8    | Jeremy Roenick | États-Unis | 8  | 4 | 2 | 6   | 4   |
| 9    | Mats Sundin    | Suède      | 6  | 2 | 4 | 6   | 16  |
| 10   | Al MacInnis    | Canada     | 8  | 2 | 4 | 6   | 23  |

## Honneurs individuels
- MVP du tournoi :  Bill Ranford
- Équipe d'étoiles :
  - Gardien de but :  Bill Ranford
  - Défenseurs :  Al MacInnis et  Chris Chelios
  - Attaquants :  Wayne Gretzky,  Mats Sundin et  Jeremy Roenick